# Johan Petter Norrlin
Johan Petter (Peter) Norrlin  ( 1842 - 1917), fue un fitogeógrafo, briólogo, micólogo y botánico finés, que trabajó académicamente en el "Departamento de Botánica" en la Universidad de Helsinki, desde 1867 a 1903. Estudió la topografía vegetal y creyó que las asociaciones de plantas reflejan al suelo y a las condiciones microclimáticas del hábitat.
Norrlin fue pionero en geografía de las plantas en Finlandia, y también fue bien conocido por su trabajo en líquenes y en la taxonomía de los taxones apomícticos de Hieracium y Pilosella.

## Algunas publicaciones
- 1912. Nya nordiska Hieracia beskrifna af J. P. Norrlin

### Libros
- 1923. Lectio praecursoria. Volumen 23 de Acta forestalia Fennica.
- 1913. Minnesord öfver professor William Nylander, af J. P. Norrlin. Volumen 44 de Acta Societatis Scientiarum Fennicae. Ed. Finska litteratursällskapets tryckeri. 43 pp.
- 1906. Suomen keltanot. 154 pp.
- 1895. Pilosellæ boreales: præcipue floræ fennicæ novæ. Volumen 12 y 14 de Acta Societatis pro fauna et flora Fennica. 83 pp.
- 1891. Minnesord öfver Sextus Otto Lindberg. Acta Societatis scientiarum Fennicae. Ed. Societas scientiarum Fennicae. 36 pp.
- 1875. Flora Kareliae onegensis: Lichenes. 46 pp.
- 1870. Bidrag till Sydöstra Tavastlands flora (Contribuciones a la flora del sudeste Häme). 123 pp.

## Honores
- Norrlinia, revista especializada del "Museo Botánico" del "Museo Finés de Historia Natural"

### Epónimos
Especies
- (Asteraceae) Hieracium norrlinii Nägeli & Peter[1]

- La abreviatura «Norrl.» se emplea para indicar a Johan Petter Norrlin como autoridad en la descripción y clasificación científica de los vegetales.[2]